# Adolph E. Cahn
Adolph Emil Cahn (* 26. Mai 1839 in Mainz; † 5. Juni 1918 in Frankfurt am Main) war ein deutscher Numismatiker und Münzhändler.

## Leben
Adolph E. Cahn war der Sohn des Juweliers Isaak Cahn und der Martha Cahn, geb. Seligmann. Er besuchte das Gymnasium in Mainz und übernahm nach einer Lehre zunächst das väterliche Juweliergeschäft. Er wandte sich jedoch ganz der Numismatik zu und eröffnete 1874 in Frankfurt auf der Zeil 17 eine Münzhandlung. 1878 zog das Geschäft in die Eschersheimer Landstraße 36, 1892 dann in die Niedenau 55 im Westend.
Nach dem Tod von Adolph E. Cahn 1918 übernahm zunächst sein Sohn Ludwig (Theodor) (1877–1924) und dessen Frau Johanna, geborene Neuberger (1881–1963) die Leitung des Geschäfts unter dem Namen Adolph E. Cahn. Ihm folgte sein Bruder Julius Cahn (1872–1935), der zusammen mit seiner Schwägerin und seiner Ehefrau Emma, geb. Hartmann (1882–1969) das Geschäft weiterführte. Als Julius Cahn im Dezember 1935 starb, wurde die Münzhandlung kurz darauf von seiner Mitarbeiterin Elisabeth Button übernommen und unter dem Namen „Frankfurter Münzhandlung E. Button“ weitergeführt. Die beiden Enkel von Adolph B. Cahn, Erich B. Cahn und Herbert A. Cahn, emigrierten 1934 aufgrund der zunehmenden nationalsozialistischen Verfolgung nach Basel, wo sie die Münzhandlung Basel AG gründeten, seit 1941 Münzen und Medaillen AG, die zu einer der bedeutendsten Münzhandlungen der Welt wurde.

## Stammbaum der Familie Cahn
- Isaak Cahn ⚭ Martha Seligmann
  - Adolph E. Cahn ⚭ Berta Baer (1848–), Tochter von Leopold Joseph Baer
    - Julius (Alfred) Cahn (1872–1935) ⚭ Emma Hartmann (1882–1969)
    - Ludwig (Theodor) Cahn (1877–1924) ⚭ Johanna Neuberger (1881–1963)
      - Erich B. Cahn (1913–1993)
        - Theodor L. Cahn (* 1943)

      - Herbert A. Cahn (1915–2002)
        - Miriam Cahn (* 1949)
        - Jean-David Cahn (* 1961)

    - Anna (Hedwig) Cahn ⚭ Heinrich Wilhelm Schwabacher (1852–1908)
      - Willy Schwabacher (1897–1972)
      - Cornelia Bertha Schwabacher (Nelly Rossmann) (1899–1957) ⚭ Alexandre Sasha Rossmann

## Auktionen
- 1901: Griechische Münzen. Sammlung des Herrn Hofrath Walcher, Ritter von Molthein
- 1909: Sammlungen Heinrich Buchenau München und Baurat Eduard Heye, Hoya
- 1911: Sammlung Paul von Baldinger-Seidenberg, Stuttgart
- 36, 1913: Sammlung Rudolf Ritter von Höfken-Hattingsheim, Wien
- 39, 1919: Sammlung von Münzen und Medaillen hauptsächlich von Württemberg sowie von Baden und verschiedenen anderen Ländern aus dem Besitze des verstorbenen Herrn Fabrikanten J. Beck in Feuerbach bei Stuttgart
- 40, 1920: Sammlung Dr. F. in B. - römische Kaisermünzen (Paul Friese, Berlin)
- 42, 1920: Medaillen und Plaketten der Renaissance. Sammlung Georg Heinrici, Leipzig
- 44, 1921: Dubletten des Fürstlich Fürstenbergischen Münzkabinetts zu Donaueschingen und der Städtischen Münzsammlung zu Freiburg im Breisgau
- 46, 1922: Sammlung Rudolf von Höfken
- 49, 1922 Sammlung eines rheinischen Gelehrten (Max Verworn)
- 52, 1924: Sammlung Ferdinand Friedensburg
- 56, 1926: Sammlung Richard F. Peltzer. I. Freimaurermedaillen und Freimaurerzeichen; II. Schießmünzen und Schützenmedaillen, Jagdmünzen u. - Medaillen; III. Verkehr, Medaillen und Münzen auf Eisenbahnbauten, Schiffahrt, Brücken, Straßenbau etc.
- 57, 1926: Dubletten des Münzkabinetts des Germanischen Nationalmuseums in Nürnberg
- 60, 1928: Sammlung eines Numismatikers in Kleinasien. Antike Münzen, Münzen der Byzantiner, der Barbaren und Völkerwanderungszeit
- 67, 1930: Numismatische Bibliothek Ferdinand Friedensburg
- 70–72, 1931: Die herzoglich anhaltinische Münzsammlung zu Dessau
- 75–79. 81, 1932/33: Das fürstlich fürstenbergische Münzkabinett zu Donaueschingen
- 80, 1933: Griechische und römische Münzen aus dem Besitze von Sir Arthur J. Evans, Youlbury near Oxford, L. A. Lawrence, Esq., London, Hans Freiherr von Koblitz, Salzburg, Dr. Hans Steger, Sieversdorf u. a.
- 1933 (mit Adolph Hess Nachf.): Die Gold- und Silbermünzen der Römischen Republik bis 15 v. Chr. Sammlung Justizrat Dr. jur. et phil. h. c. Ernst Justus Haeberlin 17. Juli 1933
- 86, 1935: Die Sammlungen Willy Pieper, Soest † - bedeutende Serien Rheinland und Westfalen, Nord- und Mitteldeutschland, Schraubmedaillen etc., numismatische Bibliothek und Dr. Steger, Sieversdorf † - Taler und Großmünzen von Brandenburg, Römisch-Deutsches Reich, Böhmen etc. in besonders guter Erhaltung